# 普里耶多爾礦工足球俱樂部
普里耶多爾礦工足球俱樂部（FK Rudar Prijedor，西里爾字母：ФK Pудаp Пpиjeдop）是波黑的一家足球俱樂部。位於普里耶多爾。球隊參加波斯尼亞超級足球聯賽的賽事。

## 外部連結
- Official Website
- Club page （页面存档备份，存于） at Transfermarkt.
- Club profile, squad and transfers at Sportal.